# هانس ناومن
هانس ناومن (بالألمانية: Hans Naumann)‏ (و. 1886 – 1951 م) هو لغوي، وأستاذ جامعي، ومؤرخ ألماني، ولد في غورليتس، كان عضوًا في الحزب النازي، توفي في بون، عن عمر يناهز 65 عاماً.

## التعليم
تعلم في جامعة لودفيغ ماكسيميليان في ميونخ، وتعلم في جامعة ستراسبورغ، وتعلم في جامعة هومبولت في برلين، وتعلم في جامعة كيل
.